# Wright Bay
Die Wright Bay ist eine kleine Bucht an der Küste des ostantarktischen Königin-Marie-Lands. Sie liegt zwischen der Küstenlinie und der Westseite der Zunge des Helen-Gletschers.
Teilnehmer der Australasiatischen Antarktisexpedition (1911–1914) unter der Leitung des australischen Polarforschers Douglas Mawson entdeckte sie. Mawson benannte sie nach dem kanadischen Physiker Charles Seymour Wright (1887–1975), Teilnehmer an der Terra-Nova-Expedition (1911–1913) des britischen Polarforschers Robert Falcon Scott.